# Damlalı (Tufanbeyli)
Damlalı ist ein Ortsteil (Mahalle) im Landkreis Tufanbeyli der türkischen Provinz Adana mit 292 Einwohnern (Stand: Ende 2024). Im Jahr 2011 zählte der Ort 369 Einwohner.